# Philip Yorke, 3. hrabě z Hardwicke
Philip Yorke, 3. hrabě z Hardwicke (Philip Yorke, 3rd Earl of Hardwicke, 3rd Viscount Royston, 3rd Baron Hardwicke) (31. května 1757 – 18. listopadu 1834) byl britský politik ze šlechtické rodiny Yorke. Původně byl členem Dolní sněmovny, jako dědic hraběcího titulu byl později místokrálem v Irsku a získal Podvazkový řád. Jeho mladší bratr Charles Philip Yorke (1764–1834) byl ministrem vnitra a námořnictva, další bratr Joseph Sydney Yorke (1768–1831) dosáhl v námořnictvu hodnosti admirála.

## Kariéra
Byl nejstarším synem významného právníka Charlese Yorke (1722–1770) a vnukem lorda kancléře 1. hraběte z Hardwicke. Studoval v Harrow a v Cambridge, poté podnikl kavalírskou cestu. V letech 1780–1790 byl členem Dolní sněmovny (stejně jako další příslušníci rodu Yorke zastupoval v parlamentu hrabství Cambridgeshire). V roce 1790 po strýci Philipovi zdědil titul hraběte z Hardwicke a vstoupil do Sněmovny lordů, zároveň převzal post lorda-místodržitele v hrabství Cambridgeshire (1790–1834). V rodové tradici patřil původně k whigům, později se připojil ke stoupencům W. Pitta mladšího. V letech 1801–1805 byl místokrálem v Irsku, od roku 1801 zároveň člen irské Tajné rady. Byl prvním irským místokrálem po vyhlášení anglicko-irské unie a podporoval emancipaci katolíků, v roce 1803 obdržel Podvazkový řád. Z pozice člena Sněmovny lordů se politice aktivně věnoval až do vysokého věku, v roce 1831 podpořil volební reformu.
Byl též členem Královské společnosti (1790), členem Královské společnosti starožitností (1791) a kurátorem Britského muzea (1802–1834), mimo jiné získal čestný doktorát v Cambridge.

## Rodina
V roce 1782 se oženil s Elizabeth Lindsay (1763–1858), dcerou 5. hraběte z Balcarresu. Nejstarší z dcer Catherine (1786–1863) se provdala za 2. hraběte z Caledonu, další dcera Anne (1788–1870) se provdala za 3. hraběte z Mexborough, třetí Elizabeth (1789–1867) byla manželkou dlouholetého vyslance v Rusku a ve Francii barona Stuarta a nejmladší Caroline (1794–1873) byla manželkou 2. hraběte Somerse. Starší syn Philip Yorke, vikomt Royston (1784–1808), studoval v Cambridge, byl členem Dolní sněmovny (1806–1808) a zahynul při ztroskotání lodi v Baltském moři. Titul vikomta Roystona jako dědice hraběte z Hardwicke po něm převzal mladší bratr Charles James Yorke (1797–1810), který však zemřel krátce poté.
Po smrti 3. hraběte z Hardwicke zdědil titul synovec, admirál a konzervativní politik Charles Philip Yorke (1799–1873).